# Muhlenbergia glomerata
Muhlenbergia glomerata là một loài thực vật có hoa trong họ Hòa thảo. Loài này được (Willd.) Trin. mô tả khoa học đầu tiên năm 1824.

## Hình ảnh

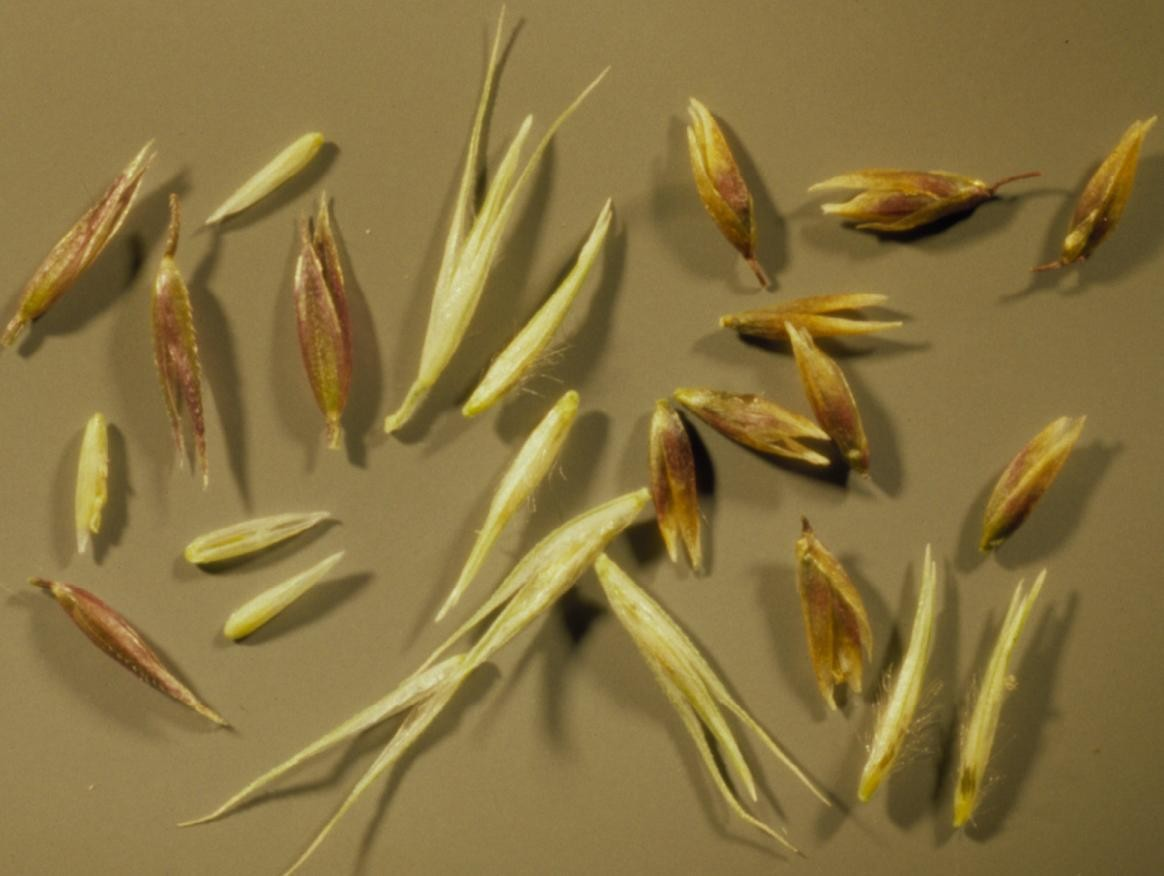
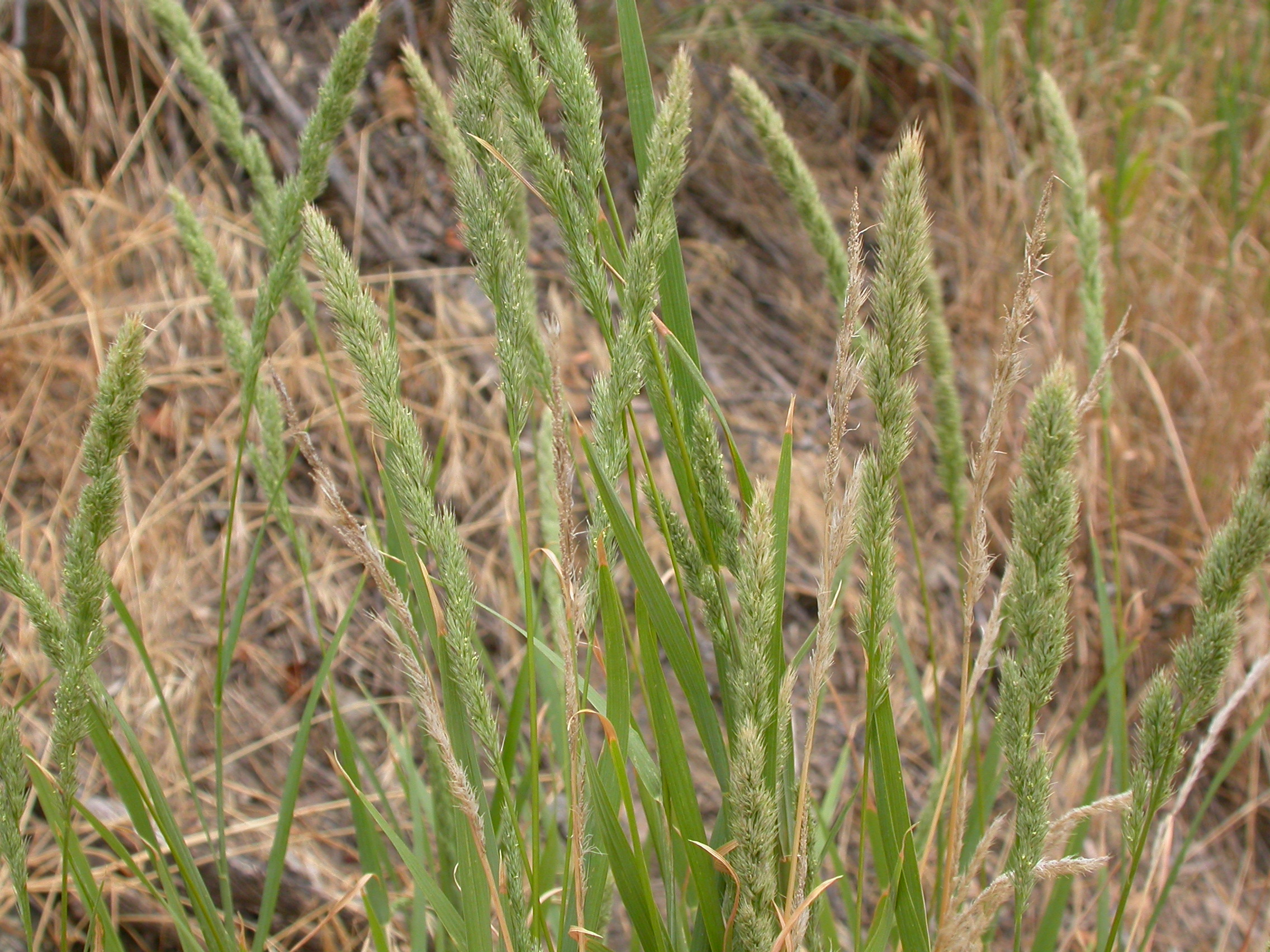
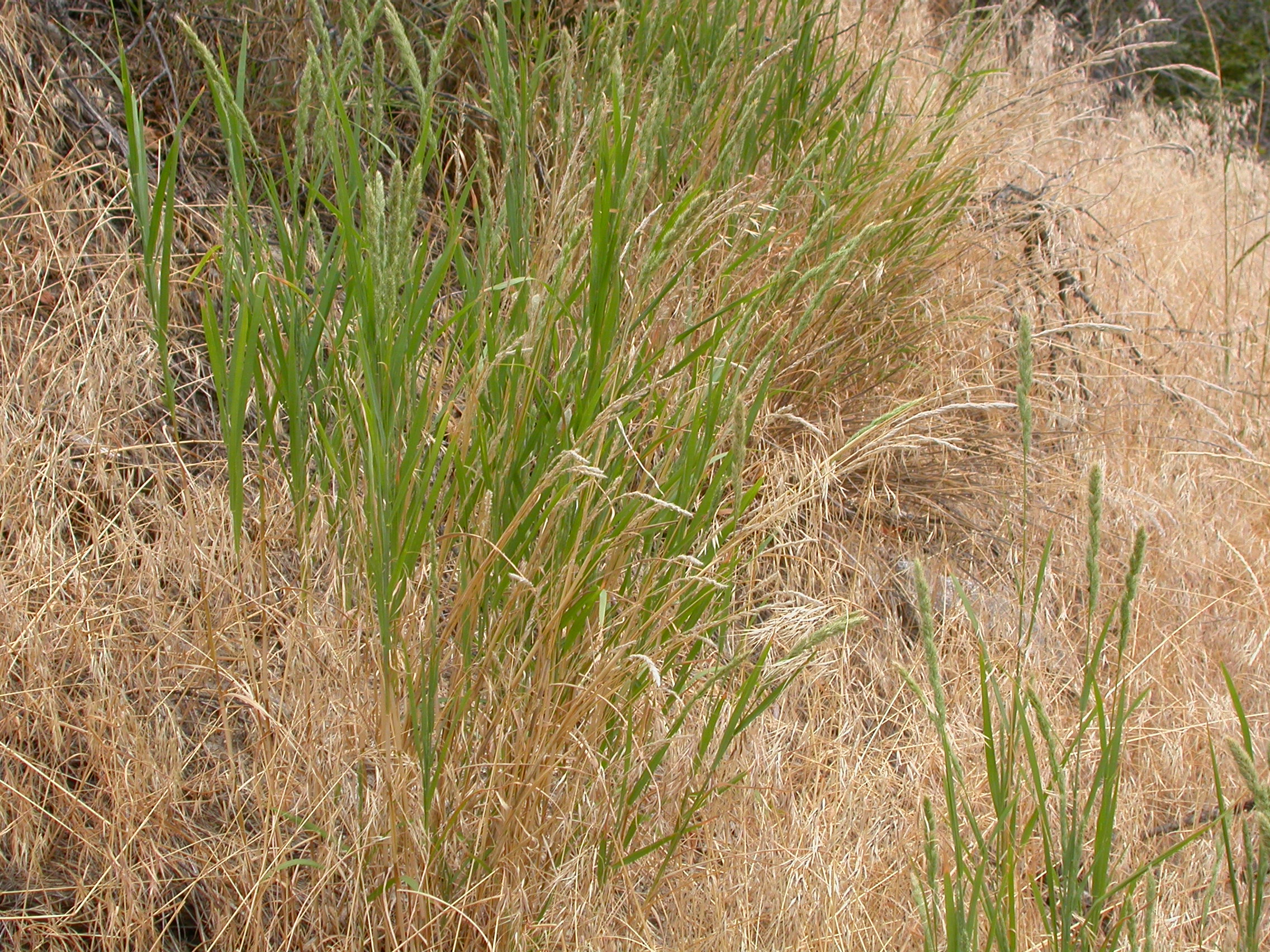
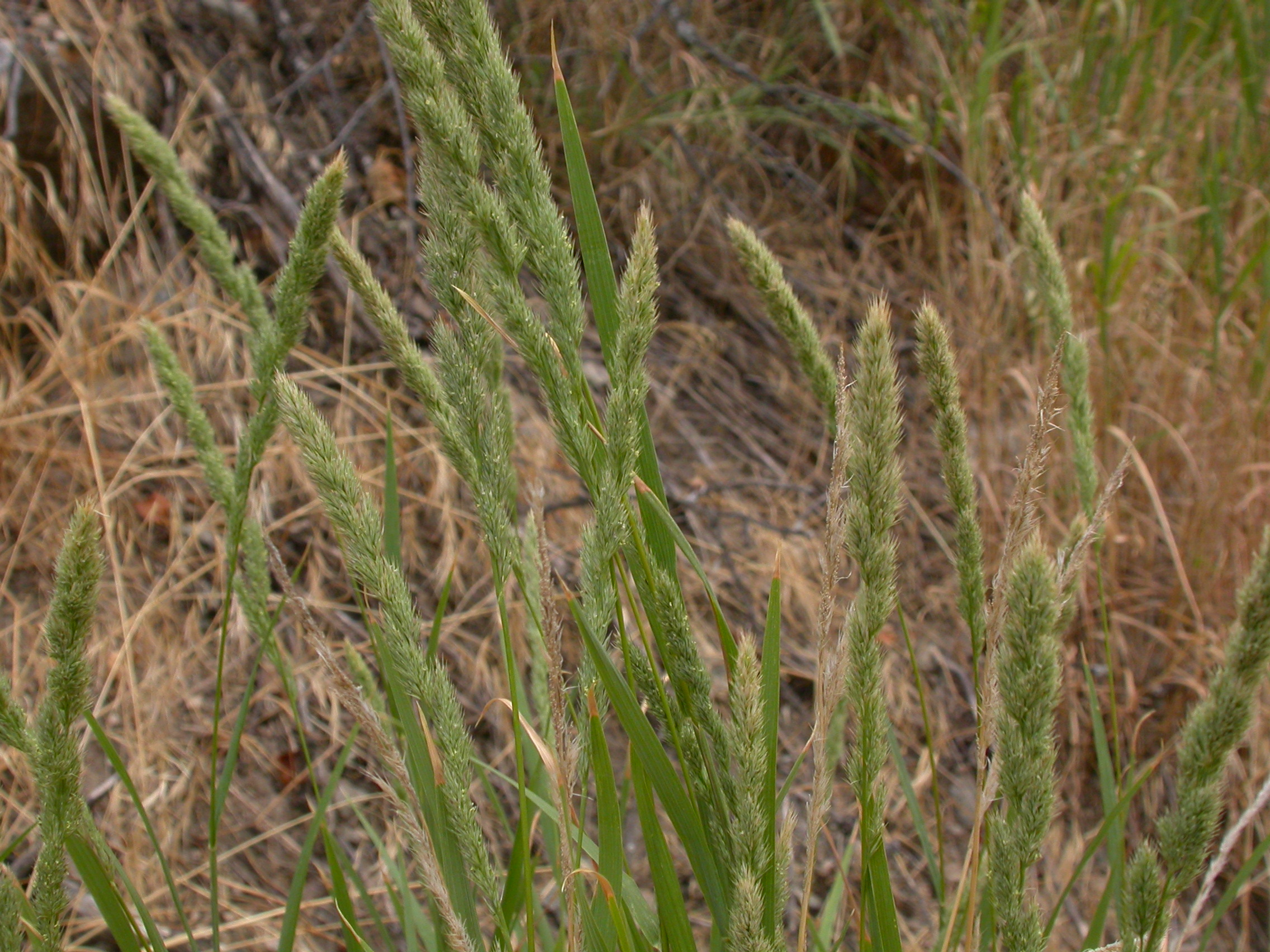